# 롤로 페라리

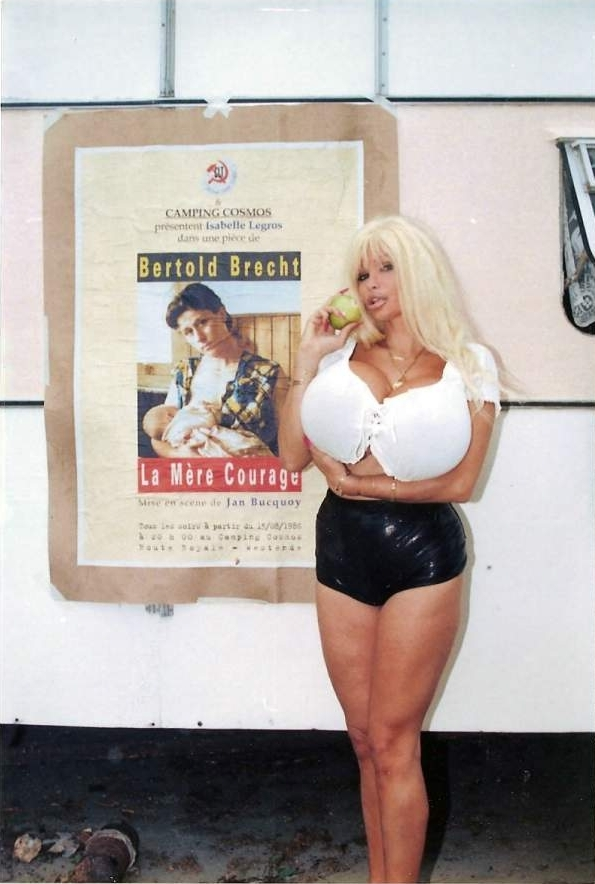

롤로 페라리(Lolo Ferrari, 본명: Ève Valois, 1963년 2월 9일 ~ 2000년 3월 5일)는 프랑스의 무용인, 배우, 가수이다. 세계 최대의 유방삽입물을 삽입한 여성으로 알려져 있다.
1995년 구제 라임라이트에 들어가 1996년과 1999년에 프랑스 기네스 세계 기록에 등장했다. 2000년 사망했을 당시 사인이 자살로 규정되었지만 그녀의 남편이 사망에 관여했을 것이라는 의혹이 남았는데 2007년 공식적으로 무죄로 결정되었다.

## 디스코그래피
- Airbag Generation (1996)